# رونالد دنيس
رونالد دنيس (24 أبريل 1990 بسراوق في ماليزيا - ) هو لاعب كرة قدم ماليزي في مركز الوسط. لعب مع Sarawak FA State Football Team ‏.